# العلاقات اليمنية اللاوسية
العلاقات اليمنية اللاوسية هي العلاقات الثنائية التي تجمع بين اليمن ولاوس.

## مقارنة بين البلدين
هذه مقارنة عامة ومرجعية للدولتين:
| وجه المقارنة                                              | اليمن                   | لاوس        |
| --------------------------------------------------------- | ----------------------- | ----------- |
| المساحة (كم2)                                             | 555.00 ألف              | 236.80 ألف  |
| عدد السكان (نسمة)                                         | 28.25 مليون             | 6.86 مليون  |
| الكثافة السكانية (ن./كم²)                                 | 50.9                    | 28.97       |
| العاصمة                                                   | صنعاء عدن (عاصمة مؤقتة) | فيينتيان    |
| اللغة الرسمية                                             | اللغة العربية           | اللغة اللاو |
| العملة                                                    | ريال يمني               | كيب لاوي    |
| الناتج المحلي الإجمالي (بليون دولار)                      | 18.21 مليار             | 16.85 مليار |
| الناتج المحلي الإجمالي (تعادل القوة الشرائية) بليون دولار | 75.69 مليار             | 38.71 مليار |
| الناتج المحلي الإجمالي الاسمي للفرد دولار أمريكي          | 1.41 ألف                | 1.82 ألف    |
| الناتج المحلي الإجمالي للفرد دولار أمريكي                 |                         |             |
| مؤشر التنمية البشرية                                      | 0.498                   | 0.575       |
| رمز المكالمات الدولي                                      | +967                    | +856        |
| رمز الإنترنت                                              | .ye                     | .la         |
| المنطقة الزمنية                                           | ت ع م+03:00             | ت ع م+07:00 |

## منظمات دولية مشتركة
يشترك البلدان في عضوية مجموعة من المنظمات الدولية، منها:
| علم المنظمة | اسم المنظمة                        | تاريخ انضمام اليمن | تاريخ انضمام لاوس |
| ----------- | ---------------------------------- | ------------------ | ----------------- |
|             | يونسكو                             | 2 أبريل 1962       | 9 يوليو 1951      |
|             | مؤسسة التمويل الدولية              | 22 مايو 1970       | 29 يناير 1992     |
|             | منظمة حظر الأسلحة الكيميائية       | ?                  | ?                 |
|             | مؤسسة التنمية الدولية              | 22 مايو 1970       | 28 أكتوبر 1963    |
|             | وكالة ضمان الاستثمار متعدد الأطراف | 12 مارس 1996       | 5 أبريل 2000      |
|             | منظمة الشرطة الجنائية الدولية      | ?                  | ?                 |
|             | الأمم المتحدة                      | 30 سبتمبر 1947     | 14 ديسمبر 1955    |
|             | البنك الدولي للإنشاء والتعمير      | 3 أكتوبر 1969      | 5 يوليو 1961      |